# Paul James
Paul James es un actor estadounidense, más conocido por haber interpretado a Calvin Owens en la serie Greek.

## Biografía
Paul se graduó del "Quince Orchard High School" en Gaithersburg, Maryland.

## Carrera
En el 2005 apareció como invitado en un episodio de la popular serie Cold Case donde interpretó a Zeke Williams, un muchacho que se muda con su familia al vecindario y que poco después es golpeado hasta la muerte por tres hombres blancos.
En el 2006 dio vida a Shawn, un joven que resulta ser un prostituto gay en la película The Architect.
En el 2007 se unió al elenco principal de la serie Greek donde interpretó a Calvin Owens, un miembro gay de la fraternidad "Omega Chi Delta", hasta el final de la serie en el 2011.
Ese mismo año apareció en la película Spinning Into Butter donde interpretó a Simon Brick, un joven estudiante afroamericano que sufre un crimen de odio.
En el 2011 apareció como invitado en la popular serie Torchwood donde dio vida al analista Noah Vickers, un agente de la CIA en el siglo 21.
En el 2013 apareció en la película de horror Crawlspace donde interpretó a Derek, el novio de Kayla Gates (Raleigh Holmes).
En el 2014 apareció como invitado en la serie CSI: Crime Scene Investigation donde dio vida a un técnico del escuadrón antibombas y en la décima temporada de la serie médica Grey's Anatomy donde interpretó al bioingeniero Eric Block, un asistente que ayuda a Meredith en su investigación.
Ese mismo año se unió al elenco recurrente de la serie The Last Ship donde interpreta al suboficial de tercera clase O'Connor, uno de los miembros del buque USS Nathan James, hasta ahora. Durante la tercera temporada O'Connor ahora es miembro del USS Hayward.
En el 2016 apareció como personaje recurrente en la primera temporada de la serie The Path donde da vida a Sean Egan. A principios de mayo del mismo año se anunció que Paul había sido elevado a personaje principal para la segunda temporada.

## Filmografía

### Series de televisión
| Año             | Título                         | Personaje            | Notas                                     |
| --------------- | ------------------------------ | -------------------- | ----------------------------------------- |
| 2016 - presente | The Path                       | Sean Egan            | 9 episodios                               |
| 2014 - presente | The Last Ship                  | O'Connor             | 17 episodios                              |
| 2014            | CSI: Crime Scene Investigation | Oficial              | episodio "The CSI Effect"                 |
| 2014            | Grey's Anatomy                 | Eric Block           | episodio "We Gotta Get Out of This Place" |
| 2014            | Farmed and Dangerous           | Max                  | 2 episodios                               |
| 2014            | Shameless                      | T.A.                 | episodio "Simple Pleasures"               |
| 2013            | CSI: NY                        | P.O. Trey Jensen     | episodio "Today Is Life"                  |
| 2012            | The One 'N Done                | Brett                | episodio "Incensual"                      |
| 2011            | Torchwood                      | Noah Vickers         | 5 episodios                               |
| 2007 - 2011     | Greek                          | Calvin Owens         | 74 episodios                              |
| 2011            | Lie to Me                      | Kyle                 | episodio "Killer App"                     |
| 2010            | Bones                          | Hunter Lang          | episodio "The Shallow in the Deep"        |
| 2010            | NCIS: Los Angeles              | James "Junior" Dobbs | episodio "Blood Brothers"                 |
| 2008            | CSI: Miami                     | Duncan               | episodio "Ambush"                         |
| 2007            | Without a Trace                | Allen Hayes          | episodio "Absalom"                        |
| 2005            | Cold Case                      | Zeke Williams        | episodio "Strange Fruit"                  |

### Películas
| Año  | Título               | Personaje   | Notas |
| ---- | -------------------- | ----------- | --- |
| 2015 | Mr. Intangibles      | Jon Jon     | junto a James Pumphrey, Rachel Melvin, Josh Duvendeck, Joe Hardesty, Kylie Sparks, Daniel Benson & Andrew Trainor |
| 2013 | Crawlspace           | Derek       | junto a Lori Loughlin, Jonathan Silverman, Steven Weber, David Koechner & Sterling Beaumon                        |
| 2007 | Spinning Into Butter | Simon Brick | junto a Sarah Jessica Parker, Miranda Richardson, Victor Rasuk, Beau Bridges, Enver Gjokaj & Richard Riehle       |
| 2006 | The Architect        | Shawn       | junto a Anthony LaPaglia, Viola Davis, Isabella Rossellini, Hayden Panettiere, Sebastian Stan & Serena Reeder     |
| 2005 | Cry Wolf             | Lewis       | junto a Julian Morris, Lindy Booth, Jared Padalecki, Jon Bon Jovi & Gary Cole                                     |

## Premios y nominaciones
| Año  | Categoría                                                                             | Premio                        | Serie           | Resultado |
| ---- | ------------------------------------------------------------------------------------- | ----------------------------- | --------------- | --------- |
| 2013 | Ensemble Cast: Comedy (junto a Tommee May, Liz Iacuzzi, Anders Holm, Colin McGurk...) | Outstanding Achievement Award | The One 'N Done | Ganadores |
| 2009 | Outstanding Actor in a Comedy Series                                                  | Image Award                   | Greek           | Nominado  |